# 芳野美樹
芳野美樹（日语：／ Yoshino Miki，1971年1月12日—），日本女性配音員。出身於茨城縣。B型血。

## 人物
- 演藝經歷：勝田聲優學院（日语：勝田声優学院）、代代木動畫學院、日本播音演技研究所、ARTSVISION、Across Entertainment。
- 興趣、特長：劍道初段、騎馬、作詞[2]。

## 演出
粗體字表示主要角色。

### 電視動畫
1996年
- YAT安心！宇宙旅行（日语：YAT安心!宇宙旅行）（學生、小孩、瑪莉林）

1998年
- 快傑蒸氣偵探團（婦長）
- 乖小孩（野口老師[3]）

1999年
- 伊索世界（沙烏斯、亨利）

2000年
- GEAR戰士電童（淺野愛子）
- 袖珍女侍小梅（店員）
- 法布爾先生是名偵探（日语：ファーブル先生は名探偵）（安奴）

2002年
- 魯莽天使（B子）

2003年
- 灌籃少年（秋吉夢津美）
- 神奇寶貝超世代（艾莉莎）

### OVA
- DINOZAURS（日语：ダイノゾーン）
- 夫妻成長日記（錄影帶中的女孩子）

### 遊戲
1996年
- 恐怖校園（日语：トワイライトシンドローム）（逸島千里）
- 腦死13（比比）

1997年
- Saturn炸彈人Fight!!（日语：サターンボンバーマンファイト!!）（德拉爾）
- BATTLE CIRCUIT（日语：バトルサーキット）（粉紅鴕鳥[來源請求]）

1998年
- 個人教授（日语：個人教授 (ゲーム)）（吉村由美子）
- 旅遊派對 來一場畢業旅行吧（夕凪靜乃、地雷女）
- 心動一百（日语：どきどきポヤッチオ）（瑪莉亞）

1999年
- Little Lovers SHE SO GAME（日语：Little Lovers SHE SO GAME）（關口牧子、巴士導遊）

2000年
- Sorcerer1-2-3 ～DESTINY！改變命運的人！～（日语：シーバス1-2-3）

2001年
- 機戰傭兵2：另一個時代（日语：アーマード・コア2 アナザーエイジ）（巴萊納公司代表）
- 召喚夜響曲（日语：サモンナイト）（塞西爾）
- 終極地帶（艾達）
- 真愛故事3（日语：トゥルーラブストーリー#トゥルーラブストーリー3）（二階堂時子）

2003年
- 終極地帶2（艾達）

2018年
- 碧藍幻想（傑夫提〈艾達〉）

### 外語配音

#### 電影
- 渾身是勁（拉斯蒂〈莎拉·潔西卡·帕克〉）※DVD版。

### 特攝影集
- 電磁戰隊百萬連者（1997年，玫瑰扭曲的聲音）

### 廣播劇CD
- 白色十字架 Dramatic Collection I The Holy Children（1997年，艾利可）
- CD廣播劇（1998年，曼珠沙華可憐）

## 外部連結
- 芳野美樹｜Across Entertainment，存于 （日語）
- （日語）—goo人名事典
- 芳野美樹 （日語）—allcinema（日语：allcinema）